# Fiordo de Bøk
El fiordo de Bøk o Bøkfjorden (en noruego: Bøkfjorden; en sami septentrional: Báhčaveaivuotna) es un pequeño fiordo localizado en el extremo norte de la península escandinava, un subfiordo de la ribera meridional del gran fiordo de Varanger, el más oriental de los grandes fiordos de Noruega. Administrativamente sus riberas pertenecen al condado de Troms og Finnmark (municipio de Sør-Varanger).
Tiene una longitud de 23 km y en él desemboca el río Pasvikelva, en la localidad de Elvenes, que se encuentra a sólo unos 1,5 km de la frontera entre Noruega y Rusia.  El pueblo de Kirkenes se encuentra en la ribera del fiordo. La importante isla de Skogsøya se encuentra en el lado occidental del fiordo, casi tapando su boca. El faro de Bøkfjord se encuentra en la desembocadura del Bøkfjorden.